# Volley Soverato 2020-2021
Questa voce raccoglie le informazioni riguardanti il Volley Soverato nelle competizioni ufficiali della stagione 2020-2021.

## Organigramma societario
Area direttiva
- Presidente: Antonio Matozzo

Area tecnica
- Allenatore: Bruno Napolitano
- Allenatore in seconda: Diego Boschini

## Rosa
| N° | Nome                | Ruolo | Data di nascita | Squadra     |
| -- | ------------------- | ----- | --------------- | ----------- |
| 3  | Chiara Mason        | S     | 11 luglio 2000  | Italia      |
| 5  | Silvia Lotti        | S     | 17 giugno 1992  | Italia      |
| 6  | Sara Cipriani       | S     | 10 luglio 1999  | Italia      |
| 7  | Rachele Nardelli    | S     | 7 gennaio 2001  | Italia      |
| 8  | Mikayla Shields     | O     | 7 dicembre 1998 | Stati Uniti |
| 9  | Anna Salimbeni      | P     | 17 marzo 2000   | Italia      |
| 10 | Alice Barbagallo    | L     | 24 aprile 1997  | Italia      |
| 11 | Federica Piacentini | C     | 7 marzo 2001    | Italia      |
| 12 | Chiara Bianchini    | O     | 14 aprile 2001  | Italia      |
| 13 | Chiara Riparbelli   | C     | 26 aprile 1996  | Italia      |
| 14 | Laura Bortoli       | P     | 9 gennaio 1996  | Italia      |
| 17 | Denise Meli         | C     | 9 aprile 2001   | Italia      |
| 18 | Federica Ferrario   | L     | 31 maggio 2001  | Italia      |

## Risultati

### Serie A2

#### Girone di andata
| 1ª giornata - 19 settembre 2020 PalaScoppa, Soverato                | Soverato             | 1 - 3 | Megavolley       | 25-20, 19-25, 12-25, 20-25       |
| 2ª giornata - 27 settembre 2020 Palazzetto dello sport, Martignacco | Libertas Martignacco | 1 - 3 | Soverato         | 25-19, 18-25, 22-25, 23-25       |
| 3ª giornata - 4 ottobre 2020 PalaCosta, Ravenna                     | Olimpia Teodora      | 3 - 1 | Soverato         | 25-17, 25-16, 14-25, 25-17       |
| 4ª giornata - 11 ottobre 2020 PalaScoppa, Soverato                  | Soverato             | 3 - 2 | Helvia Recina    | 12-25, 26-24, 25-20, 18-25, 15-8 |
| 5ª giornata - 14 ottobre 2020 PalaCollodi, Montecchio Maggiore      | Montecchio Maggiore  | 0 - 3 | Soverato         | 17-25, 19-25, 20-25              |
| 6ª giornata - 18 ottobre 2020 PalaScoppa, Soverato                  | Soverato             | 3 - 0 | Adolfo Consolini | 25-16, 25-20, 25-17              |
| 7ª giornata - 25 ottobre 2020 Palestra comunale, Talmassons         | Talmassons           | 3 - 0 | Soverato         | 25-21, 25-14, 25-21              |
| 8ª giornata - 1º novembre 2020 PalaScoppa, Soverato                 | Soverato             | 3 - 0 | Cutrofiano       | 25-21, 26-24, 25-18              |

#### Girone di ritorno
| 10ª giornata - 15 novembre 2020 PalaDionigi, Vallefoglia                          | Megavolley       | 2 - 3 | Soverato             | 23-25, 25-21, 25-20, 20-25, 9-15 |
| 11ª giornata - 22 novembre 2020 PalaScoppa, Soverato                              | Soverato         | 3 - 2 | Libertas Martignacco | 25-23, 25-17, 23-25, 24-26, 15-8 |
| 12ª giornata - 29 novembre 2020 PalaScoppa, Soverato                              | Soverato         | 3 - 0 | Olimpia Teodora      | 25-18, 25-18, 25-22              |
| 13ª giornata - 17 febbraio 2021 PalaFontescodella, Macerata                       | Helvia Recina    | 3 - 1 | Soverato             | 25-18, 26-28, 25-9, 25-17        |
| 14ª giornata - 14 febbraio 2021 PalaScoppa, Soverato                              | Soverato         | 3 - 0 | Montecchio Maggiore  | 28-26, 25-16, 25-18              |
| 15ª giornata - 13 dicembre 2020 Palazzetto dello Sport, San Giovanni in Marignano | Adolfo Consolini | 3 - 1 | Soverato             | 25-23, 25-16, 23-25, 25-17       |
| 16ª giornata - 19 dicembre 2020 PalaScoppa, Soverato                              | Soverato         | 3 - 1 | Talmassons           | 25-17, 17-25, 25-17, 25-17       |
| 17ª giornata - 19 febbraio 2021 PalaCesari, Cutrofiano                            | Cutrofiano       | 3 - 1 | Soverato             | 25-22, 25-21, 18-25, 26-24       |

### Pool promozione

#### Girone di andata
| 1ª giornata - 28 febbraio 2021 PalaScoppa, Soverato | Soverato  | 3 - 1 | Academy Sassuolo | 25-17, 25-21, 12-25, 25-20       |
| 2ª giornata - 7 marzo 2021 PalaFonte, Roma          | Roma Club | 3 - 0 | Soverato         | 25-22, 25-21, 25-22              |
| 3ª giornata - 7 aprile 2021 PalaScoppa, Soverato    | Soverato  | 2 - 3 | Pinerolo         | 25-22, 28-30, 26-24, 22-25, 9-15 |
| 4ª giornata - 20 marzo 2021 PalaBellina, Marsala    | Marsala   | 3 - 0 | Soverato         | 25-21, 26-24, 28-26              |
| 5ª giornata - 24 marzo 2021 PalaScoppa, Soverato    | Soverato  | 1 - 3 | Mondovì          | 25-17, 21-25, 21-25, 22-25       |

#### Girone di ritorno
| 6ª giornata - 28 aprile 2021 Palestra Santissima Consolata, Sassuolo | Academy Sassuolo | 0 - 3 | Soverato  | 23-25, 19-25, 19-25        |
| 7ª giornata - 3 aprile 2021 PalaScoppa, Soverato                     | Soverato         | 0 - 3 | Roma Club | 23-25, 21-25, 21-25        |
| 8ª giornata - 11 aprile 2021 Palazzetto dello sport, Pinerolo        | Pinerolo         | 1 - 3 | Soverato  | 13-25, 18-25, 26-24, 21-25 |
| 9ª giornata - 18 aprile 2021 PalaScoppa, Soverato                    | Soverato         | 3 - 0 | Marsala   | 25-22, 25-21, 25-20        |
| 10ª giornata - 25 aprile 2021 PalaManera, Mondovì                    | Mondovì          | 3 - 0 | Soverato  | 25-22, 26-24, 25-22        |

#### Play-off promozione
| Quarti di finale (gara 1) - 12 maggio 2021 PalaScoppa, Soverato     | Soverato   | 1 - 3 | Megavolley | 17-25, 19-25, 25-16, 23-25        |
| Quarti di finale (gara 2) - 16 maggio 2021 PalaDionigi, Vallefoglia | Megavolley | 3 - 2 | Soverato   | 25-21, 17-25, 25-20, 19-25, 15-13 |

### Coppa Italia di Serie A2
| Quarti di finale - 3 marzo 2021 PalaManera, Mondovì | Mondovì | 3 - 0 | Soverato | 25-18, 25-13, 25-22 |